# HMS Victory (1737)
La HMS Victory era un vascello di prima classe a tre ponti da 100 cannoni della Royal Navy, varato nel 1737 secondo le modifiche del 1733 intervenute sulle disposizioni del 1719. Fu l’ultima nave di linea della Royal Navy ad essere armata con cannoni di bronzo.

## Storia
Il vascello di primo rango HMS Victory fu ordinato l’11 settembre 1733, e impostato presso il cantiere navale di Portsmouth nel 1736 utilizzando del legname salvato dal precedente vascello da 100 cannoni HMS Victory perso per incendio nel febbraio 1721. Il Victory era bruciato fino alla linea di galleggiamento, e fu ricostruito secondo un processo chiamato "breaming" seguito dal maestro d’ascia Joseph Allin. Tale procedimento costò ufficialmente 38.239 sterline per la ricostruzione e altre 12.652 per il completamento della nave. Varato il 23 febbraio 1737 il nuovo Victory entrò ufficialmente in servizio nel 1740 al comando del capitano di vascello Thomas Whitney, che aveva come secondo Samuel Faulkner.
Il 16 luglio 1739 divenne nave ammiraglia della Channel Fleet, allora al comando dell’ammiraglio Sir John Norris. Il vascello prese parte alla Guerra dell’orecchio di Jenkins scoppiata tra Spagna e Gran Bretagna, inquadrato in una squadra navale di 16 vascelli che incrociò nella parte sud del Canale della Manica per impedire la prevista invasione franco-spagnola dell’Inghilterra.
Il 23 aprile 1744, durante la guerra di successione austriaca, l’ammiraglio Sir Charles Hardy lasciò la rada di Spithead al comando di una squadra navale composta dai vascelli Victory, Duke, Sandwich, St. Georges, Princess Royal, Cornwall, Shrewsbury, Princess Amelia, e dalla fregate Preston e Roebuck. La squadra navale doveva scortare un convoglio di vitale importanza, composta da circa 200 navi, in arrivo, mentre le due fregate trasportavano a Gibilterra il nuovo comandante in capo della Mediterranean Fleet, l’ammiraglio Sir Thomas Mathews. Arrivato a Lisbona il 3 maggio Hardy, non avendo trovato il convoglio, ritornò in Gran Bretagna arrivando a Spithead il 20 dello stesso mese.

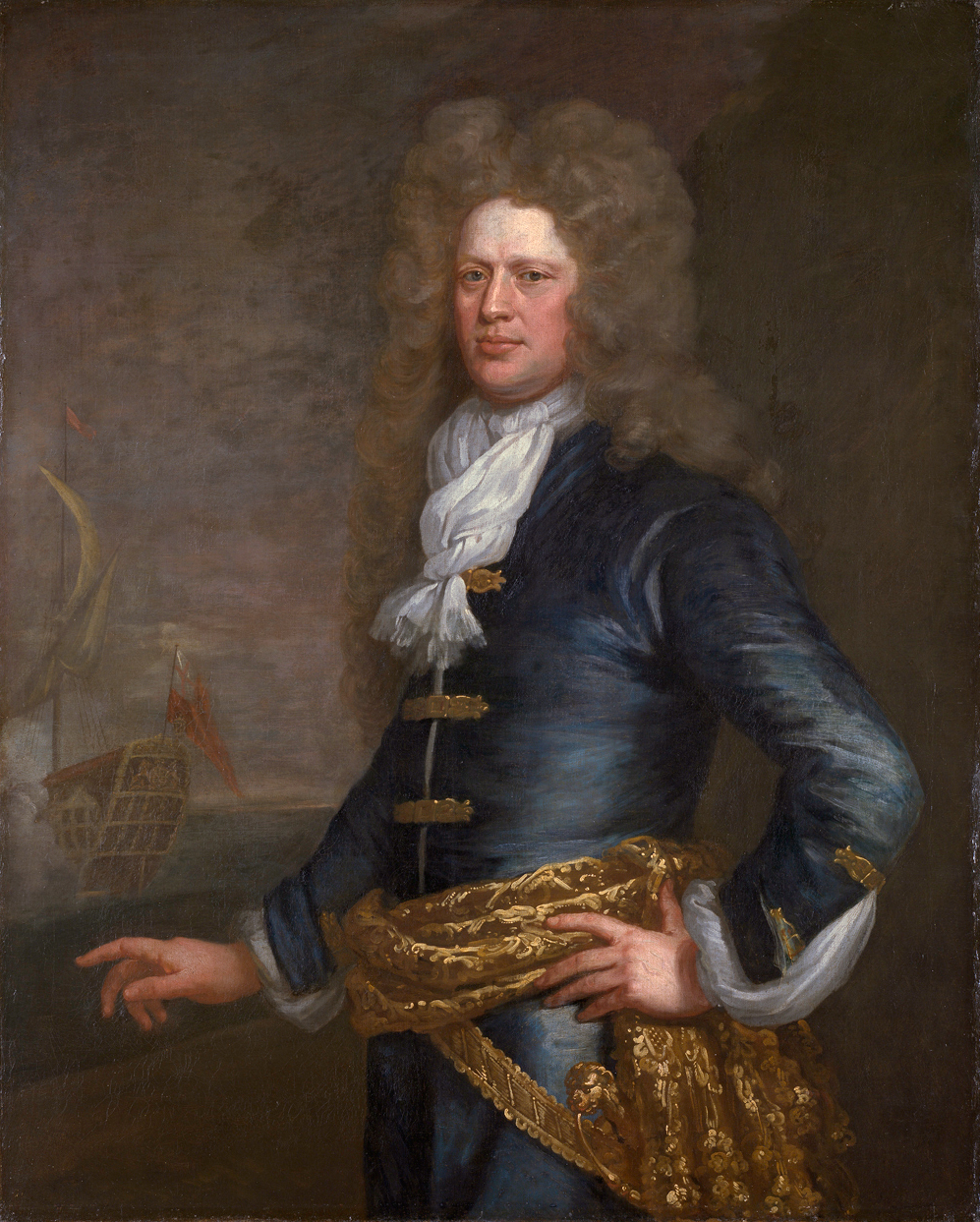
Il settantaquattrenne ammiraglio John Balchen, imbarcato sull’HMS Victory, fu una delle numerose vittime del naufragio.

L’ammiraglio Sir John Balchen fu richiamato dalla pensione per assumere il comando di una squadra navale anglo-olandese che doveva liberare il precedente convoglio, considerato di vitale importanza, intrappolato nell’estuario del fiume Tago,  in Portogallo, da una squadra navale francese al comando dell’ammiraglio François-César de Vimeur de Rochambeau. Balchen aveva ai suoi ordini 25 navi inglesi e 8 olandesi
La spedizione ebbe successo, il 30 agosto l’ammiraglio Balchen riuscì a sbloccare il convoglio senza impegnare combattimento, scortandolo a Gibilterra, e catturando anche sei navi da carico (Indiaman) della Compagnia francese delle Indie Orientali cariche di mercanzie. In seguito Balchen effettuò il blocco del porto spagnolo di Cadice dove si erano rifugiate le 12 navi francesi di de Rochambeau, mantenendolo fino al 28 settembre quando ripartì per rientrare a Spithead. Raggiunto il Canale della Manica il 3 settembre 1744, il giorno seguente la squadra inglese fu colpita da una grande tempesta. La Victory venne separata dal resto della squadra alle 15.30, quando si trovava in prossimità delle Isole del Canale e scomparve dalla vista della altre navi.
Quando la tempesta si fu calmata numerose fregate vennero spedite attraverso il Canale della Manica per cercare la Victory dove era stata vista l'ultima volta all'orizzonte il 4 ottobre. Alla fine il capitano Thomas Grenville della Falkland sbarcò a Guernsey e interrogò la gente del posto a riguardo di un pezzo di nave arenatosi sulla spiaggia dell’isola. Ulteriori indagini confermarono che il relitto era davvero appartenuto alla Victory , che si credeva naufragata sul "Black Rock", appena fuori dai Casquets, un gruppo di rocce nelle vicinanze.  Altri relitti approdarono sulle isole di Jersey e Alderney, i cui abitanti avevano sentito colpi di cannone di soccorso la sera prima del naufragio, ma non erano stati in grado di fornire alcun aiuto a causa della violenta tempesta. Il guardiano del faro di Alderley fu sottoposto a corte marziale perché accusato di non essere riuscito a tenere accesa la luce durante la tempesta.

### Il ritrovamento del relitto dellaVictory
Per oltre 260 anni si è creduto che la Victory fosse affondata appena fuori les Casquets, con la perdita di tutto il suo equipaggio, in quanto non fu mai trovata nessuna traccia di uno qualsiasi dei 1.150 marinai presenti a bordo. Da subito corsero voci su un presunto tesoro che si trovava sulla nave. Infatti già il 18 novembre 1744, un mese dopo che la nave era andata perduta, la pubblicazione finanziaria olandese Amsterdamsche Courant  scrisse che: Le persone sostengono che a bordo della "Victory" ci fosse una somma di 400.000 sterline che stava portando da Lisbona per i nostri mercanti. Inoltre si credeva che fossero state imbarcate grandi quantità di monete d’oro e d’argento prese dalle navi nemiche catturate da Balchin, per un valore di 120.000 sterline dell’epoca.
Secondo l’autore Frank Howard nel suo libro dal titolo Sailing Ships of War 1400-1860 la Victory andò persa per un difetto costruttivo in quanto la nave aveva bordi troppo alti sul livello del mare risultando così instabile a causa del peso dell’armamento installato.

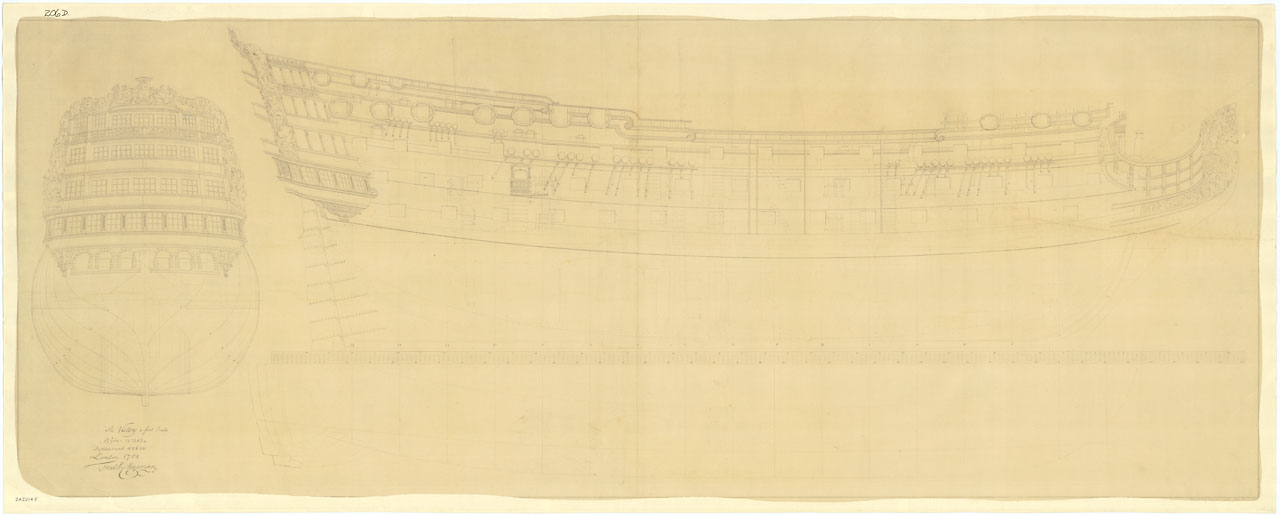
Piani di costruzione in scala 1:48, con vista longitudinale e delle decorazioni di poppa, del vascello di primo rango da 100 cannoni di primo rango HMS Victory. Il disegno è stato eseguito dall‘architetto navale svedese Fredrik Henrik Af Chapman (1721-1808) durante una visita a Londra effettuata nel 1754.

Il 1 febbraio 2009 l'Associated Press riferì che la Odyssey Marine Exploration, con sede a Tampa in Florida negli Stati Uniti d'America, aveva affermato di aver trovato il relitto nel maggio 2008 e recuperato due dei cento cannoni di bronzo. Situato nel Western Approaches fra l'Inghilterra e la Francia il relitto, in quanto militare, rimaneva legalmente di proprietà del governo britannico secondo le leggi del salvataggio marino. Il Victory è stato trovato a più di 80 km (43 nm) da dove si pensava fosse affondato e secondo il CEO della O. M. E. Gregg Stemm, giace a 100 m (330 ft) di profondità.
Questo significa che la nave non era affondata a causa dei Casquets come era stato ipotizzato, ma a 49° 42.5' N di latitudine e 3° 33.3' W di longitudine.  La Odyssey Marine Exploration annunciò ufficialmente al pubblico il ritrovamento del relitto il 2 febbraio 2009, dichiarando che stava avviando un negoziato con il governo britannico per il suo recupero. Il 26 marzo 2009 la produzione televisiva di Treasure Quest, che aveva seguito la nave con la compagnia O. M. E. durante le varie operazioni di esplorazione dei differenti siti di naufragio, mandò in onda due ore di filmati delle scoperte iniziali di O. M. E. sul relitto. Lo spettacolo comprendeva filmati sui membri dell'equipaggio di O. M. E. che ritrovavano un cannone da 42 libbre, accertandone la provenienza dal vascello Victory. L'equipaggio di O. M. E. riportò in superficie un cannone da 42 libbre e uno da 12 libbre. Nel gennaio 2012 fu comunicato che i resti della HMS Victory dovevano essere risollevati dal fondo del mare per essere consegnati alla Maritime Heritage Foundation e che si prevedeva d'impiegare la Odyssey Marine Exploration nell’effettuazione del recupero. I termini del contratto con la Odyssey Marine Exploration rimangono controversi in quanto numerosi esperti e parte dell’opinione pubblica erano contrari al fatto che investitori stranieri traessero profitto da una proprietà della Royal Navy considerata come un sacrario militare.

### Annotazioni
1. ↑  Queste navi provenivano da Terranova, New England, Virginia, Maryland, Portogallo a dal Mediterraneo.
2. ↑  Ciò fece scalpore sulla stampa dell'epoca, in quanto almeno cinquanta membri dell'equipaggio, imbarcatisi come volontari sulla nave ammiraglia, appartenevano a famiglie dell'aristocrazia britannica.

### Fonti
1. 1 2  Lavery 2003, p. 170.
2. 1 2   William J. Broad, Wreck of Warship Is Found in English Channel, in The New York Times, 2 febbraio 2009. URL consultato il 2 febbraio 2009.
3. 1 2 3 4  Colledge, Warlow 2006, p. 374.
4. ↑  Charnock 1795, pp. 356-357.
5. ↑  Charnock 1795, p. 360.
6. ↑  The London Gazette, 14 March 1744.
7. ↑  Tindal 1787, p. 111.
8. ↑  Tindal 1787, p. 112.
9. ↑  Howard 1979, p. 182.
10. 1 2 3   Mitch Stacy, Wreck of renowned British warship found in Channel, Yahoo!, 1º febbraio 2009. URL consultato il 1º febbraio 2009 (archiviato dall'url originale il 5 febbraio 2009).
11. ↑   Legendary British warship 'found', in BBC News, 1º febbraio 2009. URL consultato il 1º febbraio 2009.
12. ↑   First HMS Victory 'to be raised', in The Guardian, 22 gennaio 2012 (archiviato dall'url originale il 14 maggio 2012).
13. ↑   Possible new restrictions on Victory Salvage, su Heritage Daily, 20 settembre 2012.